# Arahant
Arahant (též arhat, pāli arahat, sanskrt. arhat; tib. dgra.bcom.pa; jap. arakan, rakan; čín.. āluóhàn, luóhàn; hindu Arihant अरिहन्त; korea. nahan; viet. A la hán) je termín používaný v džinismu, theravádovém buddhismu pro praktikujícího, který překonal deset překážek a dosáhl nirvány. V mahajánovém a vadžrajánovém buddhismu ideál arahanta přestává být hlavním cílem, je proto považován za nižší stupeň realizace. Shodují se na tom, že realizace nirvány arahanta není totožná s realizací probuzení Buddhy.

## Džinismus
V Džinismu je arahant nebo arihant synonymem pro džina nebo tirthankara. Džinistický pozdrav začíná slovy "Namo Arhantanam," což znamená "poklonu arahantům." Arihant zničil karmu ("ari" znamená nepřítel, "hant" znamená ničitel) a dosáhl tak nirvány.

## Buddhismus
V théravádovém buddhismu je arahant ztělesněním nejvyššího cíle buddhismu. V théravádovém tradičním pojetí se jedná o bytost, která je prosta poskvrn (p khínásava, s kšínásrava), splnila sliby (p vusitavant, s ušitavrata), vykonala úkol (p katakaraníja, s krtakaraníja), zbavila se břemene (p óhitabhára, s apahrtabhára), dosáhla cíle (p anupattasadattha, s anupráptasvakártha), zbavila se pout světského bytí (p parikkhínabhavasanjódžana, s parikšínabhavasanjódžana) a osvobodila ducha pravým poznáním (p sammagaňňávimuttačitta, s sanjagádžňásuvimuktačitta).
Jinak řečeno jedná se o praktikujícího, který dosáhl konečného vysvobození (p nibbána, s nirvána) z neustálého koloběhu znovuzrozování (p i s samsára) tím, že odložil těchto tzv. deset světských pout (p i s samjódžana):
- iluzornost já
- pochybovačnost
- lpění na rituálech a obřadech
- smyslová žádostivost
- zlovůle
- lpění na hmotné existenci
- lpění na nehmotné existenci
- domýšlivost
- nepokoj
- nevědomost

Po realizaci osvícení Buddha sám sebe označoval mimo jiné jako arahant. V prvé řadě se tedy jedná o jeden z titulů historického Buddhy. Proto se také toto slovo objevuje v tradiční théravádové pokloně Buddhovi: namó tassá bhagavató araható sammá sambuddhasa.
Když se začali objevovat první plně osvícení Buddhovi žáci, byli jako arahanté označování i oni. Postupně se tak tento pojem vžil jako pojmenování plně osvíceného Buddhova žáka. V tomto významu pak začal být používán i v mahájáně a dalších školách, které z mahájány vycházejí.
Používá-li se tedy v současné době v théravádě tento pojem, je jím myšlena jakákoli osvícená bytost, která dosáhla osvícení za pomoci učitele na rozdíl do sammásam-buddhy nebo paččéka-buddhy. V tomto smyslu odpovídá pojem arahant v théravádě nepříliš používanému výrazu sávaka-buddha, který doslova znamená „osvícený žák“. Zásadní rozdíl mezi arahantem (rozuměj sávaka-buddhou) na jedné straně a sámmá-sambuddhou a paččéka-buddhou na straně druhé spočívá dle théravády pouze v tom, že prvně jmenovaný měl k dispozici instrukce o cestě vedoucí k vysvobození, kdežto druzí dva dosáhli osvícení jen na základě své vlastní intuice. Hloubka osvícení je však u všech tří typů stejná. Avšak tento názor začaly později některé směry mahájánového buddhismu zpochybňovat.
Podle představy théravádové školy na pohled mahájány
Pojetí arahanta se v mahájáně změnilo, jelikož cíl mahájány se posunul z ideálu arahanta k ideálu bódhisattvy. Sekta mahásanghiků, která je považována mnohými badateli za předchůdkyni mahájány, tvrdila, že arahant může mít poluce, což bylo z pohledu tradičního směru nemyslitelné a proto se toto tvrzení stalo jednou z příčin prvního rozkolu v buddhismu. Takové pojetí arahanta se později odrazilo ve významném mahájánovém textu Lankávatára sútře, v němž je arahantem nazýván i ten, kdo vstoupil do proudu, tedy člověk, který se v pojetí starších škol nachází teprve na prvním stupni probuzení. Na závěr kapitoly věnované následovníkům z linie arahantů Lankávatára sútra hovoří o arahantech, kteří již jsou plně probuzení a tudíž se nikdy nezrodí. Jejich realizaci nirvány je tu však přisuzován menší význam než realizaci buddhů. Arahanté se dle tvrzení Lankávatára sútry stávají uchvácenými blažeností samádhi, kde chovají myšlenku na nirvánu a tak vstupují do nirvány, jež ale není nirvánou buddhou.
Podle představy a překladu théravádové školy
Výše uvedené pojetí vychází z pozdějšího sanskrtského díla Abhisamajálankára-álóka, subkomentáře k Pradžňá-páramitá, v němž se uvádí: „Velcí žáci (šrávakové), když dosáhli dvou druhů osvícení (tj. vlastního šrávaky a pratjéka-buddhy) s, anebo bez zůstatku, zůstávají s myslí plnou strachu, jelikož jsou připraveni o velký soucit a nejvyšší moudrost (uru karuná pradžňá vaikaljéna). Následkem zániku životní síly, vytvořené předchozí vitální silou, se umožní dosažení nirvány. Ve skutečnosti však (hínajánští svatí) mají jen zdánlivou nirvánu, které se říká nirvána podobající se vyhaslému světlu. Zrozování ve třech sférách existence zaniklo, avšak - když jejich světská existence dospěla ke konci - arahanti jsou zrozeni v nejčistší sféře buddhistické činnosti ve sféře bez zákalů (anášravadhátu), ve stavu neustálého pohroužení a pobývání uvnitř plátků lotosových květů (padmahphutéšu džájanté). Nato buddha Amitáhba a jiní buddhové připomínající slunce je zburcují, aby odstranili skrytou nevědomost. Potom arahanti vyvinou svoje tvořivé úsilí k nejvyššímu osvícení a - ač pobývají ve stavu osvobození - jednají (ve světě jevů), jako by činili sestup do pekla. A postupně, až nahromadí všechny činitele k dosažení osvícení, stanou se učiteli živých bytostí (tj. buddhy).“

### Mahájána
Podle nauk mahájány je nazýván arahantem praktikující, který překonal utrpení ale zůstává v neutrálním stavu mysli. Tento stav se může udržovat přes tisíce kalp (nekonečně dlouhý čas). Tento praktikující už se nemusí znova vracet do koloběhu samsáry, ale nemůže učinit nic pro dobro jiných. V určitém okamžiku světlo plynoucí od buddhů probudí arahanta z tohoto stavu a osmělí ho k překročení hranic jeho částečného vhledu prázdnoty. Na základě toho se může setkat s buddhou, který mu bude moci předat nauky mahajány, pomocí nichž může dosáhnout stavu buddhy.
Podle mahajány arahant usiluje o konečné osvobození pouze pro sebe, na rozdíl od bódhisattvy, který usiluje o konečné osvobození všech bytostí. Díky tomuto přístupu a této motivaci je právě nazývána mahájánou (tzn. velkým vozem).